# Checoslovaquia en los Juegos Olímpicos de Amberes 1920
Checoslovaquia estuvo representada en los Juegos Olímpicos de Amberes 1920 por un total de 119 deportistas que compitieron en 13 deportes.  
El portador de la bandera en la ceremonia de apertura fue el atleta Václav Vohralík.

## Medallistas
El equipo olímpico checoslovaco obtuvo las siguientes medallas:
| Nombre                         | Deporte            | Competición  |
| ------------------------------ | ------------------ | ------------ |
| Oro                            |                    |              |
| —                              |                    |              |
| Plata                          |                    |              |
| —                              |                    |              |
| Bronce                         |                    |              |
| Equipo                         | Hockey sobre hielo | Torneo M     |
| Milada Skrbková Ladislav Žemla | Tenis              | Dobles mixto |